# Le Lai du dernier ménestrel
Pour les articles homonymes, voir Ménestrel (homonymie).
Le Lai du dernier ménestrel (The Lay of the Last Minstrel) est un long poème en six chants de Walter Scott, publié en 1805. Ce conte médiéval en vers connaît un grand succès, puisque 15 000 exemplaires sont publiés en trois ans, et  apporte la célébrité à son auteur.
Dans Mansfield Park le roman de Jane Austen  publié en 1814, la même année que Waverley, le premier roman de Walter Scott, l'héroïne, Fanny Price, fait allusion (au chapitre 9) à quelques vers du chant 2 (les deux premiers de la strophe 10 et de la strophe 12) évoquant la splendeur gothique de Melrose Abbey au clair de lune :
| Full many a scutcheon and banner riven, Shook to the cold night-wind of heaven, ... They sate them down on a marble stone, (A Scottish monarch slept below;) | Nombre d'écussons et de bannières déchirées s'agitaient au froid vent de nuit des cieux. ... Ils les assirent sur une dalle de marbre, (Un monarque écossais dormait au-dessous ;) |

La narratrice fait à son tour référence à ce poème très populaire, évoquant cette fois la Lady de Branxholm Hall, (strophe 20 du premier chant), au chapitre X du deuxième volume, lorsque Fanny quitte à regret la salle de bal et s'arrête un instant à la porte d'entrée :
| The Ladye forgot her purpose high, One moment, and no more; One moment gazed with a mother's eye, As she paused at the arched door: | La Dame oublia sa grande résolution, Un instant, pas davantage ; Un instant, elle eut un regard maternel, En s'arrêtant sous la porte voûtée : |